# Zhao Lina
Zhao Lina (18 de setembro de 1991) é uma futebolista profissional chinesa que atua como goleira.

## Carreira
Zhao Lina fez parte do elenco da Seleção Chinesa de Futebol Feminino, nas Olimpíadas de 2016. 